# Chibi Maruko-chan: Maruko Derakkusu Kuizu
Chibi Maruko-chan: Maruko Derakkusu Kuizu (ちびまる子ちゃん まる子デラックスクイズ? lett. "Chibi Maruko-chan: Maruko Deluxe Quiz") è un videogioco arcade del 1995 sviluppato da Takara, pubblicato da SNK sulla scheda hardware Neo Geo. Trattasi di un quiz basato sull'anime della Nippon Animation Chibi Maruko-chan, tratto dal manga di Momoko Sakura. Il giocatore guadagna punti rispondendo correttamente ad una serie di domande di cultura generale.
Come la maggioranza dei titoli a quiz giapponesi da sala (eccetto solo Quiz & Dragons: Capcom Quiz Game), non venne mai distribuito al di fuori del Giappone e non è mai stato tradotto in altre lingue. A tutt'oggi è uno dei giochi della softeca del Neo Geo tra i più rari e costosi di sempre.

## Trama
La storia di Chibi Maruko-chan: Maruko Derakkusu Kuizu è strutturata come un sequel del capitolo 36 del manga originale e degli episodi 31 e 32 della prima serie anime. Un giorno, la piccola Maruko riceve una lettera che la invita a partecipare al famoso programma televisivo "Derakkusu Kuizu", dove in palio per il vincitore c'è il viaggio su un'isola del sud. Ella accetta volentieri ed è determinata ad aggiudicarsi il primo premio, così che possa incontrare di nuovo Psadie.

## Modalità di gioco
Gli otto livelli che compongono Chibi Maruko-chan: Maruko Derakkusu Kuizu sono suddivisi in tre fasi. Nella prima si affronta il classico quiz a scelta multipla (quattro opzioni), nella seconda uno degli otto tipi diversi di "quiz varietà" che richiedono abilità diverse oltre alla semplice conoscenza, e nella terza un minigioco. Prima che la sessione cominci, il giocatore sceglie una coppia di personaggi partner, ognuno dotato di abilità speciali che influenzano il gameplay, come la selezione del genere di domanda, il raddoppio del punteggio, l'estensione del tempo di risposta o la riduzione delle opzioni di risposta. Durante le prime due fasi, i personaggi si alternano nelle risposte; se tutti e tre sbagliano una domanda o non rispondono entro i 15 secondi di tempo che hanno a disposizione, la partita finisce.
Ogni quiz varietà ha caratteristiche uniche e un livello di difficoltà indicato con stelle (da 1 a 4). Alcuni esempi includono:
- Osservazione (☆) - individuare quale figura è più numerosa in un breve flash di immagini.[2]
- Intuizione (☆☆) - quesito con tre indizi da collegare per trovare la risposta.[2]
- Analisi (☆☆☆) - identificare la parola nascosta illuminata da una luce mobile.[2]
- Memoria (☆☆) - osservare un'illustrazione per 10 secondi e rispondere a domande su di essa.[2]
- Esplorazione (☆☆☆☆) - scovare parole nascoste in una griglia di hiragana o katakana.[2]

Dopo aver completato i quiz varietà, il giocatore accede a un minigioco ove in caso di vittoria acquisisce medaglie. Queste possono essere utilizzate in successivi giochi bonus a roulette per far tornare in gioco personaggi eliminati o guadagnare punti extra. I minigiochi variano per ogni livello e includono: slot machine con volti dei personaggi, giochi di tiro al bersaglio stile acchiappa la talpa, giochi di carte per abbinare numeri e un labirinto con un insetto sotto il controllo del giocatore.

### Personaggi selezionabili
La piccola Maruko e il Nonno (quest'ultimo controllato dal secondo giocatore) sono accompagnati da dodici personaggi, divisi in sei coppie di due. Una volta optata la coppia viene formato un terzetto che l'utente può metterli nell'ordine che preferisce. I personaggi in questione con annesse abilità speciali sono:
- Papà & Sorella maggiore (Selezione genere/Quota x2 Cancella)
- Mamma & Nonna (Tre scelte/Tempo lento)
- Tama & Migiwa (Quota x2 Cancella/Tempo lento)
- Hanawa & Maruo (Selezione genere/Tre scelte)
- Pootaro & Hamaji (Quota x2 Cancella/Tre scelte)
- Fujiki & Nagasawa (Tempo lento/Selezione genere)